# Approche écosystémique

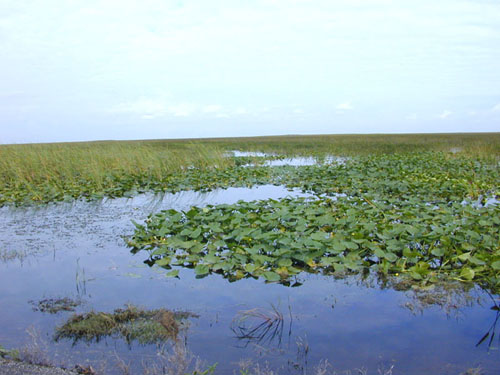
Zone humide de la Floride, États-Unis

L'approche écosystémique ou approche par écosystème est une méthode de gestion où les terres, l'eau et les ressources vivantes sont intégrées pour favoriser la conservation et l'utilisation durable et soutenable des ressources naturelles, afin de respecter les interactions dans les écosystèmes dont l'être humain dépend. En résumé, toutes les parties d'un écosystème sont liées, il faut donc tenir compte de chacune d'entre elles.
À Nagoya en octobre 2010, lors de la Conférence des nations unies sur la diversité biologique réunie en Sommet mondial (réunion qui était aussi la dixième Convention sur la diversité biologique des Nations unies), une « approche écosystémique coordonnée » a été présentée et promue comme un outil transversal et nécessaire. Ce processus de généralisation de l'approche écosystémique a pris la forme d'expositions, de conférences et d'ateliers de travail : sur le rôle des aires protégées, les communautés autochtones et locales, l'eau, l'économie des services écosystémiques et de la biodiversité, les changements climatiques, la perte de la biodiversité, la désertification et l'érosion et la dégradation des terres, ainsi que le financement des moyens d'action.

## Domaines d'utilisation
Cette approche est surtout utilisée en gestion des forêts, des pêches,, en gestion agricole et en recherche environnementale.

## Douze principes de la théories
Lors de la 5e rencontre des Parties de la Convention sur la diversité biologique (CDB), en 2000, 12 principes de gestion ont été adoptés afin d'assurer une approche qui respecte l'esprit de l'approche écosystémique. Ces 12 principes développés lors de la réunion d'expert au Malawi qui a eu lieu en 1998, sont communément appelés les « Principes de Malawi ». Ceux-ci sont définis sur le site de la Convention sur la diversité biologique comme suit :
1. les objectifs de gestion des terres, des eaux et des ressources vivantes sont un choix de société.
2. la gestion devrait être décentralisée et ramenée le plus près possible de la base.
3. les gestionnaires d'écosystèmes devraient considérer les effets (réels ou potentiels) de leurs activités sur les écosystèmes adjacents ou autres.
4. compte tenu des avantages potentiels de la gestion, il convient de comprendre l'écosystème dans un contexte économique. Tout programme de gestion d'écosystème devrait :
  - réduire les distorsions du marché qui ont des effets néfastes sur la diversité biologique ;
  - harmoniser les mesures d'incitation pour favoriser la conservation et l'utilisation durable de la diversité biologique ;
  - intégrer dans la mesure du possible les coûts et les avantages à l'intérieur de l'écosystème géré.
5. conserver la structure et la dynamique de l'écosystème, pour préserver les services qu'il assure, devrait être un objectif prioritaire de l'approche systémique.
6. la gestion des écosystèmes doit se faire à l'intérieur des limites de leur dynamique.
7. l'approche par écosystème ne devrait être appliquée que selon les échelles appropriées.
8. compte tenu des échelles temporelles et des décalages variables qui caractérisent les processus écologiques, la gestion des écosystèmes doit se fixer des objectifs à long terme.
9. la gestion doit admettre que le changement est inévitable.
10. l'approche par écosystème devrait rechercher l'équilibre approprié entre la conservation et l'utilisation de la diversité biologique.
11. l'approche par écosystème devrait considérer toutes les formes d'information pertinentes, y compris l'information scientifique (sciences du vivant et sciences humaines) et autochtone, de même que les connaissances, les innovations et les pratiques locales (étudiées en ethnologie).
12. l'approche par écosystème devrait impliquer tous les secteurs sociaux et toutes les disciplines scientifiques concernées[7].

## Gestion de la pêche

### Accords internationaux

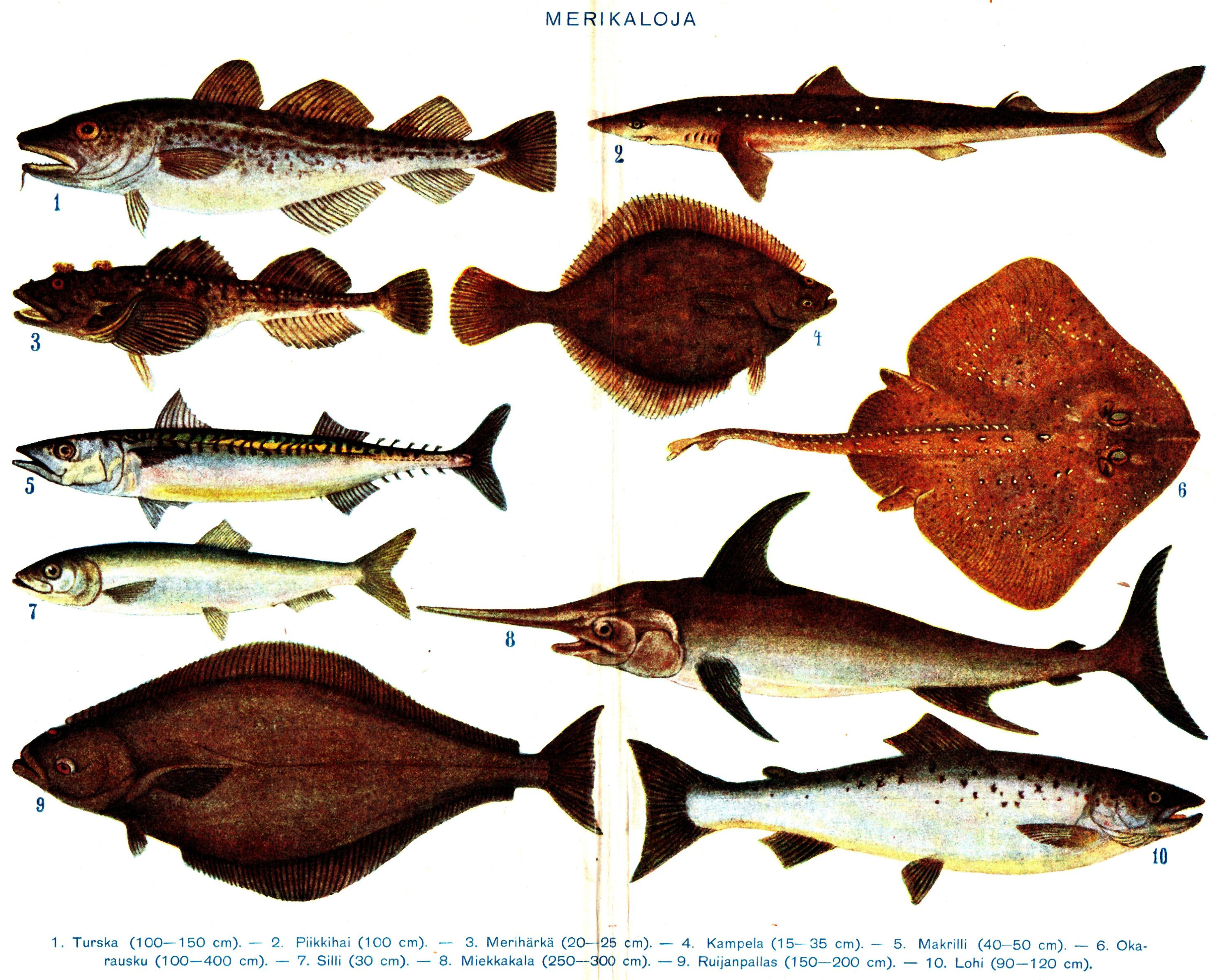
Quelques poissons commerciaux

En 1980 à Canberra en Australie se tient la Convention sur la conservation de la faune et la flore marines de l'Antarctique (CCAMLR). Cet accord sera adopté en 1982, officialisant ainsi le premier accord International à se fonder sur une approche écosystémique des pêches.
L'Organisation des Nations unies pour l'alimentation et l'agriculture (FAO) a adopté le 31 octobre 1995 le Code de conduite FAO pour une pêche responsable « en vue d'assurer effectivement la conservation, la gestion et le développement des ressources bioaquatiques, dans le respect des écosystèmes et de la biodiversité. » Ce code de conduite servira de base pour la gestion des pêches fondée sur les écosystèmes (EBFM) ou (EBM) aussi souvent référé en français par approche écosystémique pour la gestion des pêches (AEP)

### Gestion des pêches fondée sur les écosystèmes
La gestion des pêches fondée sur les écosystèmes (EBFM) ou (EBM), telle que promue par la FAO et l'Europe, est une approche qui intègre les principes de gestion de l'approche écosystémique, mais en considérant les frontières écologiques et non seulement politiques. Elle tient aussi compte de la réponse des écosystèmes face aux perturbations environnementales. De plus, l'une de ses principales considérations est de conserver l'intégrité de l'écosystème maritime et côtier, afin d'assurer sa pérennité, dont dépend l'être humain.
L'approche traditionnelle pour la pêche, principalement fondé sur le rendement équilibré maximal qui tend, en priorisant la maximisation de la rentabilité des espèces, à la surpêche, propose de surveiller presque uniquement les réserves de chaque espèce commercialisable en tant que réserves indépendantes. Cependant les espèces sont interdépendantes entre elles et avec l'ensemble de leur écosystème. Ne pas en tenir compte aggrave les impacts déjà important de la surpêche sur la partie de la sécurité alimentaire et de l'économie dépendante des activités de pêches dans le monde.

En Europe, 9 types d'habitats prioritaires au regard de Natura 2000 doivent ainsi être pris en compte et protégés, dont dans l'intérêt de la pêche durable (bancs de sable subtidaux ; estuaires; replats sableux et boueux intertidaux ; lagunes côtières ; grandes criques et baies d’eaux peu profondes ; récifs ; herbiers de posidonies ; structures sous-marines constituées par des flux de gaz ; grottes marines submergées ou partiellement submergée).

## Gestion des forêts

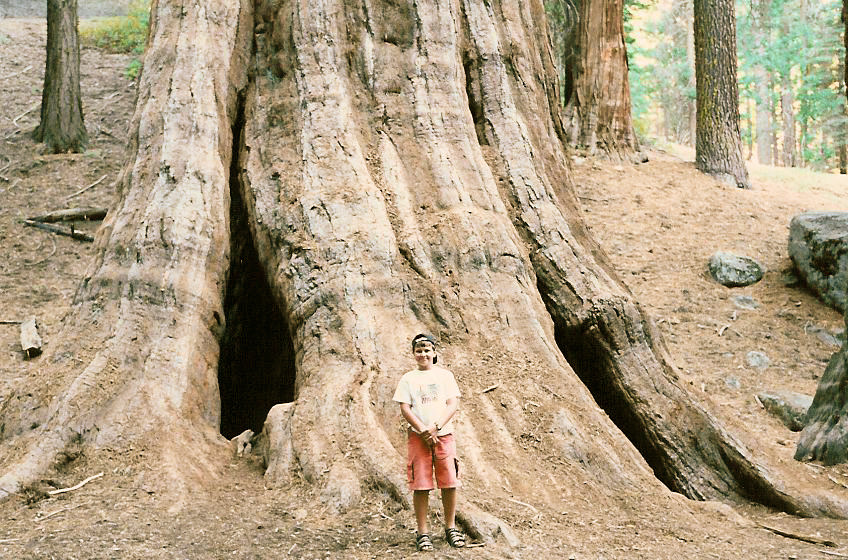
Les séquoias géants sont renforcés par certains feux de forêts qui les débarrassent des espèces compétitrices

L'approche écosystémique appliqué à la foresterie tient compte de la diversité des espèces végétale et animale d'une forêt, des communautés dépendantes des ressources forestières ainsi que des désastre naturels (surtout les feux et les inondations) qui sont assez fréquent pour être considéré comme faisant partie de l'écosystème d'une forêt.
Dans la nouvelle politique d'aménagement des forêts oubliques, le gouvernement du Québec a ainsi défini l'aménagement écosystémique: un aménagement qui consiste à assurer le maintien de la biodiversité et la viabilité des écosystèmes en diminuant les écarts entre la forêt aménagée et la forêt naturelle.
En plus des contraintes économiques et légales, elle peut aussi tenir compte de l'âge des arbres d'une forêt par rapport à la vitesse et la méthode de coupe.

## Agriculture
Il existe déjà quelques gestions écosystémiques de l'agriculture, à l'image de la culture de la spiruline (méthanisation et production d'énergie).

## Recherche environnementale

### Approches écosystémiques de la santé
Plusieurs approches écosystémiques de la santé ont émergé selon différents champs d’expertise, ayant en commun les relations entre la santé des humains, des animaux et des écosystèmes. 

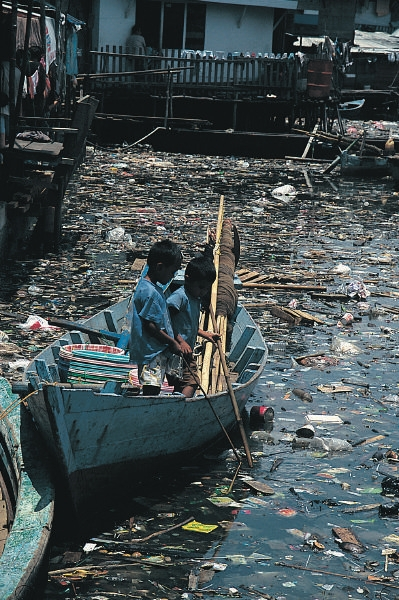
Pollution de l'eau

L'approche écosystémique de la santé humaine, dans laquelle s'intègre la  médecine sociale, touche les impacts des activités humaines ou des transformations naturelles de l'environnement sur leur écosystème et les répercussions qui s'ensuivent sur leur santé.
Les recherches notables dans le domaine touchent principalement les contaminant et le processus de leur consommation dans l'alimentation humaine; la gestion des ressources naturelles et la protection des écosystèmes; l'habitat humain; ainsi que les pesticides en agriculture. 
Plusieurs sujets touchant ces grandes catégories ont été abordés lors du Forum international sur les approches écosystèmes et santé humaine qui s'est tenu à Montréal du 18 au 23 mai 2003.
L'approche de la santé environnementale au travail se penche sur les impacts sur la santé des risques environnementaux et au travail.
L’initiative One health « Une seule santé » étudie les liens entre la santé animale et humaine, notamment pour prévenir les zoonoses et les maladies infectieuses.
En santé publique, les déterminants écologiques de la santé sont des facteurs en lien avec les écosystèmes qui influencent la santé des humains.
L’approche Écohealth « Écosanté » reconnaît l’interdépendance de la santé humaine, de la santé animale et de la santé des écosystèmes, en se guidant par 5 principes selon Charron (2011) : la transdisciplinarité, la pensée systémique, la recherche participative, la durabilité, l’équité sociale et de genre et le passage de la connaissance à l’action.
Des chevauchements existent entre ces approches, surtout l’importance de la complexité des systèmes et des interrelations entre la santé des humains, des animaux et des écosystèmes. Un appel à la convergence des différentes approches permettrait une meilleure collaboration en recherche, mais nécessiterait un travail sur les différences épistémologiques et théoriques.